# 맥도날드 괴담
맥도날드 괴담(McDonald's urban legends)이란 맥도날드에서 판매하는 햄버거 패티에 관한 괴담을 가리킨다.
맥도날드 사가 제품에 순 쇠고기 100%사용을 주장하는 것에 비해, 비교적 고가의 쇠고기를 사용한 것치고는 판매되고 있는 햄버거의 가격이 일반인들에게 싸게 느껴지기 때문에, 끊이지 않고 생겨나고 있는 도시전설의 일종이다.

## 사례
- 패티 안에 지렁이가 섞여들어가 있다.
- 패티 안에 고양이고기가 섞여 있다.
- 패티 안에 캥거루고기가 섞여 들어가 있다.
- 패티 안의 고기는 사실 쥐고기이다.

"소문의 진원지는 CBS의 60분이나 토크쇼 등에 출연한 CEO의 발언이다"라는 식으로 유포되어, "남미에서 식용 지렁이를 양식하여 수입하고 있다" "먹다가 지렁이의 잔해물이 나와 점원에게 항의했더니, 입막음조로 500만원 정도를 주었다"등으로 마치 사실인 것처럼 리얼리티가 있다.

## 반론
이들 주장에 대한 주요한 반론은 다음과 같다.
- 지렁이로 보인 것은 충분히 잘게 부수어지지 않은 소의 혈관이다.
- 지렁이를 실제로 사용하면 그것만으로 6 달러의 비용이 든다.
- 지렁이를 조리하는 비용이 쇠고기보다 높다.
- 지렁이 사용 사실을 은폐하기 위한 시설 및 보안 유지 비용도 막대하다.
- 지렁이 사육 농가 같은 것은 존재하지 않는다.
- 고양이나 지렁이보다 쇠고기가 단가가 싸고, 충분한 양의 고기를 확보할 수 있다.
- 캥거루고기를 사용하려면 오스트레일리아로부터의 운송비만으로 막대한 비용이 든다.
- 대량생산에 적합한 양의 캥거루고기의 수입 실적에 대한 기록이 없다.

실제로 유명한 햄버거 업체의 상품이 싼 이유는 식기에 비치된 광고 수입도 한 원인이다.
지렁이고기를 사용했다는 소문은 기계에서 나오는 가늘게 썰려서 나오는 고기를 가리키는 속어가 지렁이로서, 그 용어가 오해를 산 원인이라는 설이 있다.
또한 1965년에 미국에서 상영된 영화 중에 지렁이를 먹는 공포영화가 있었는데, 임팩트를 부여하기 위한 목적으로 일본어 제목명이 "지렁이 버거"이었기 때문에 영화의 내용과 제목이 오해를 사서 소문으로 확산되었다는 설도 있다.

## 기타
지렁이의 고기는 연골이 없고, 영양이 풍부한 것으로 알려져 있다. 또한 식용 지렁이가 존재하고, 약용 및 건강식품의 일부로서 사용되고 있다. 예)ルンブルクスルベルス.
모 햄버거 체인의 사장이 "지렁이고기는 쇠고기와 비교할 수 없을 정도로 맛있었다"라고
매스컴에서 발언한 사실이 실제로 있었다.
현재, 쇠고기는 미국 및 오스트레일리아 등의 광대한 농장에서 대량으로 사육되고 있어,
지렁이보다 싼 단가로 공급하는 것이 가능하다. (현재 일본의 주요 햄버거 체인 업체들에서는 호주산 쇠고기를 사용하고 있다)